# 黄松坚
黄松坚（1902年4月9日—1986年11月20日），原名黄明春，字远祥，广西凤山人，壮族，中国近代政治人物。
黄松坚早年曾就读于广西省立第五中学（今百色中学）。后在凤山等地从事农民运动。1928年加入中国共产党。此后历任中共凤山特别支部书记、凤山县委书记、右江特委委员。1929年12月参加百色起义。长征期间任红七军第三纵队政治部主任、红二十一师（后改为独立三师）副师长。1933年起历任中共右江下游临时党委书记、右江下游党委书记、滇黔桂边区临时党委书记等。1935年前往上海后被捕入狱，1937年获释。后前往延安中央党校学习。
抗日战争期间，历任中共广西省工委书记兼组织部长、广东省委组织部总干事、北江特委书记、粤北省委委员、粤北省委北江特派员、广东区党委委员等职。第二次国共内战期间，又历任中共粤桂边区特委书记、广州市委书记、广东区党委副书记兼农委书记、香港分局农委书记、粤赣湘边区党委副书记、粤赣湘边区纵队副司令员。
中华人民共和国成立后出任中共中央华南分局组织部副部长、纪检会副书记，中南局监察委员会委员。1951年起回到广西工作，担任中共广西省省委委员、广西省人民政府委员、民政厅长等职。1961年起，出任广西壮族自治区政协副主席。1986年在南宁逝世。